# 李華 (文學家)
李華（714年—774年2月26日），字遐叔，一字叔文，趙州赞皇县（今河北省石家庄市赞皇县）人，出自赵郡李氏东祖，唐代文学家。

## 生平
李華擅長作文，其文与萧颖士齐名；亦能作詩，作有《春行寄興》一詩。獨孤及說他“吟詠情性，達於事變，則詠古詩”。唐玄宗開元二十三年（735年）進士，天寶二年（743年）報考博學宏詞科被錄取，歷官秘書省校書郎。天宝十一年（752年）調任監察御史，改右補闕。安史之亂爆發，李華被叛軍挾持，被迫擔任鳳閣人。安史之亂被平定後，因曾在安史之亂期間擔任偽政權官職（也就是鳳閣舍人），被貶為杭州司戶參軍，不久辭官。
唐肅宗上元年間，召为左补阙、司封员外郎，称病而未赴任。广德二年（764年），宰相梁國公李峴领选江淮，聘李華加入幕僚，任命李華為檢校吏部員外郎；次年，因風痺（因风湿侵袭而引起的關節疼痛或麻木）辭官返家。晚年，其弟李苕任丹徒令，随弟上任，客隱山陽（今江苏省淮安县），崇信佛法，耕讀以終。大曆九年正月辛亥（774年2月26日）去世，虚岁六十一。

## 著作
著有《李華前集》十卷﹑《中集》二十卷，兩書皆已亡佚；後人自《唐文粹》與《文苑英華》輯出《李遐叔文集》，《四庫全書》輯為四卷。傳世作品有《弔古戰場文》。

## 成就
李華和蕭穎士是唐朝最早的古文運動啟蒙者，但當時尚不成氣候。直到韓愈、柳宗元、韋中道、皇甫禔等人和其學生李藩等人開始初成氣候。唐朝的古文直到唐末至北宋初又因駢文和西崑體盛行沒落，直到歐陽脩、曾鞏、三蘇、王安石等人再度將古文發揚光大。

## 家族

### 高祖
- 李孝威，隋朝尚书左丞

### 曾祖
- 李太冲，唐朝祠部郎中

### 祖父
- 李嗣业，唐朝同州司户参军

### 父亲
- 李虚己，唐朝蒲州安邑县县令

## 延伸阅读
[在维基数据编辑]
 在维基文库阅读此作者作品
 《舊唐書·卷190下》，出自刘昫《舊唐書》